# Akeem Omolade
Akeem Oluwashegun Omolade (Kaduna, 4 marzo 1983 – Palermo, 13 giugno 2022) è stato un calciatore nigeriano, di ruolo attaccante.

## Biografia
Nell'ottobre 2012 le agenzie di stampa diffondono la notizia di un arresto di Omolade, a Palermo, dopo una rissa che ha coinvolto circa 200 persone durante una cena nuziale nigeriana. L'A.S.D.P. Ribera 1954 smentisce l'arresto del proprio tesserato, Omolade e un altro calciatore nigeriano militante in Sicilia sono stati sottoposti dal gip all'obbligo di firma. Nel gennaio 2013 Omolade viene assolto perché il fatto non sussiste. 
Il 13 giugno 2022 è deceduto all'interno dell'autovettura di un amico che lo stava portando in ospedale a causa di un malore, mentre transitava per il quartiere palermitano di Ballarò.

## Carriera
Dopo essere cresciuto in una scuola calcio di Lagos, arrivato in Italia a Treviso all'età di 17 anni, il 27 maggio 2001 a Terni, l'allenatore del Treviso Mauro Sandreani lo fa esordire in Serie B.
A Terni, all'ingresso in campo di Omolade, per l'esordio in Serie B con la maglia del Treviso, circa trenta ultras al seguito della squadra veneta, e non nuovi a episodi di razzismo, ritirano per protesta gli striscioni e abbandonano lo stadio. I tifosi della Ternana, notoriamente di sinistra, sommergono di fischi i trevigiani. Lo sponsor del Treviso annuncia di voler ritirare il proprio nome dalle maglie della squadre, per non vederlo accostare ad episodi di razzismo. Nella giornata successiva, in occasione di Treviso-Genoa per opporsi al razzismo e solidarizzare con il compagno di squadra Omolade, tutti i giocatori del Treviso, compresi l'allenatore e la panchina, fecero il proprio ingresso in campo con il volto dipinto di nero. L'iniziativa ha un'enorme eco mediatica e le immagini fanno il giro del mondo. Nel corso di quella partita Omolade segna pure l'unico suo gol con la maglia del Treviso. A seguito della vicenda, nel novembre 2001 l'UEFA assegna ad Omolade e al Treviso il Premio Fair Play.
Nel luglio 2001 viene acquistato dal Torino, dove dopo un anno in Primavera esordisce in Serie A in Torino-Inter del 2003.
Va in prestito al Novara e dopo aver subito un grave infortunio, il Torino lo manda in prestito a Biella.
Nell'estate 2005, dopo un periodo di prova in un club del Belgio, passa alla Reggiana, che un anno dopo lo cede in prestito al Gela. Con i siciliani gioca due stagioni (nella seconda è acquistato a titolo definitivo). Il 21 febbraio 2008 va a giocare a Celano, e a fine partita è coinvolto in una rissa che gli procura quattro giornate di squalifica. Omolade accusa di essere stato vittima di insulti razzisti e di aver reagito in quel modo per via del nervosismo procuratogli. Il giorno successivo, in un'intervista a la Repubblica, lancia un grido di accusa nei confronti del razzismo nelle serie inferiori di calcio e nei confronti degli arbitri, che a detta del nigeriano, troppo spesso fanno finta di non sentire gli insulti di stampo razzista. In seguito il Procuratore federale della FIGC Stefano Palazzi apre un'inchiesta sulla vicenda.
Alla fine della stagione 2007-2008 resta svincolato fino al gennaio 2009, allorquando si accorda con il Barletta fino al termine della stagione.
Nel campionato 2009-2010 ha militato nella Vibonese in Seconda Divisione. Nel settembre 2011 viene tesserato dal Mazara, formazione militante nel campionato di Eccellenza.
Nell'estate 2012 viene acquistato dal Ribera 1954 in Serie D. Dopo aver saltato le prime tre giornate di Campionato per ritardi legati al transfert da extracomunitario, il 23 settembre 2012 esordisce in Ribera-Messina (3-0), mettendo a segno una rete. Chiude la stagione con 20 presenze e 6 reti.
Il 19 luglio 2013 viene ufficializzato il suo ritorno al Mazara, nel campionato di Eccellenza. Esordisce nuovamente con la maglia del Mazara nella gara di Coppa Italia Eccellenza nella quale segna una rete.
Nel settembre 2014 l'attaccante si accorda con il Borgata Terrenove, militante nella Promozione Siciliana.

## Statistiche

### Presenze e reti nei club
| Stagione        | Squadra           | Campionato      | Campionato | Campionato | Coppe nazionali | Coppe nazionali | Coppe nazionali | Coppe continentali | Coppe continentali | Coppe continentali | Altre coppe | Altre coppe | Altre coppe | Totale | Totale |
| Stagione        | Squadra           | Comp            | Pres       | Reti       | Comp            | Pres            | Reti            | Comp               | Pres               | Reti               | Comp        | Pres        | Reti        | Pres   | Reti   |
| --------------- | ----------------- | --------------- | ---------- | ---------- | --------------- | --------------- | --------------- | ------------------ | ------------------ | ------------------ | ----------- | ----------- | ----------- | ------ | ------ |
| 2000-2001       | Treviso           | B               | 3          | 1          | CI              | ?               | 0               | -                  | -                  | -                  | -           | -           | -           | 3+     | 1      |
| 2001-2002       | Torino            | A               | 0          | 0          | CI              | 1               | 0               | -                  | -                  | -                  | -           | -           | -           | 1      | 0      |
| 2002-2003       | Torino            | A               | 5          | 0          | CI              | 0               | 0               | I                  | 0                  | 0                  | -           | -           | -           | 5      | 0      |
| 2003-2004       | Novara            | C1              | 18         | 4          | CIC             | ?               | ?               | -                  | -                  | -                  | -           | -           | -           | 18+    | 4+     |
| giu.-dic.2004   | Torino            | B               | 0          | 0          | CI              | 0               | 0               | -                  | -                  | -                  | -           | -           | -           | 0      | 0      |
| Totale Torino   | Totale Torino     | Totale Torino   | 5          | 0          |                 | 1               | 0               |                    | 0                  | 0                  |             | -           | -           | 6      | 0      |
| gen.-giu.2005   | Biellese          | C2              | 10         | 2          | -               | -               | -               | -                  | -                  | -                  | -           | -           | -           | 10     | 2      |
| 2005-2006       | Reggiana          | C2              | 11         | 0          | -               | -               | -               | -                  | -                  | -                  | -           | -           | -           | 11     | 0      |
| 2006-2007       | Gela              | C2              | 10+2       | 1          | CIC             | 1+              | 0               | -                  | -                  | -                  | -           | -           | -           | 13+    | 1      |
| 2007-2008       | Gela              | C2              | 24         | 1          | CIC             | ?               | ?               | -                  | -                  | -                  | -           | -           | -           | 24+    | 1+     |
| Totale Gela     | Totale Gela       | Totale Gela     | 36         | 2          |                 | 1+              | 0+              |                    | -                  | -                  |             | -           | -           | 37+    | 2+     |
| gen.-giu.2009   | Barletta          | 2D              | 10         | 2          | -               | -               | -               | -                  | -                  | -                  | -           | -           | -           | 10     | 2      |
| 2009-2010       | Vibonese          | 2D              | 26+2       | 6          | CI-LP           | 2               | 0               | -                  | -                  | -                  | -           | -           | -           | 30     | 6      |
| 2011-2012       | Mazara            | Ecc.            | 16         | 6          | CI-Ecc.         | 1+              | ?               | -                  | -                  | -                  | -           | -           | -           | 17+    | 6+     |
| 2012-2013       | Ribera            | D               | 20         | 6          | CI-D            | 0               | 0               | -                  | -                  | -                  | -           | -           | -           | 20     | 6      |
| 2013-2014       | Mazara            | Ecc.            | 18         | 7          | CI-Ecc.         | 3               | 3               | -                  | -                  | -                  | -           | -           | -           | 21     | 10     |
| Totale Mazara   | Totale Mazara     | Totale Mazara   | 34         | 13         |                 | 4+              | 3+              |                    | -                  | -                  |             | -           | -           | 38+    | 16+    |
| 2014-2015       | Borgata Terrenove | Promozione      | 23         | 10         | -               | ?               | ?               | -                  | -                  | -                  | -           | -           | -           | 23+    | 10+    |
| Totale carriera | Totale carriera   | Totale carriera | 198+       | 46+        |                 | 8+              | 3+              |                    | 0                  | 0                  |             | -           | -           | 206+   | 49+    |